# UAV 05 Svalan/Korpen

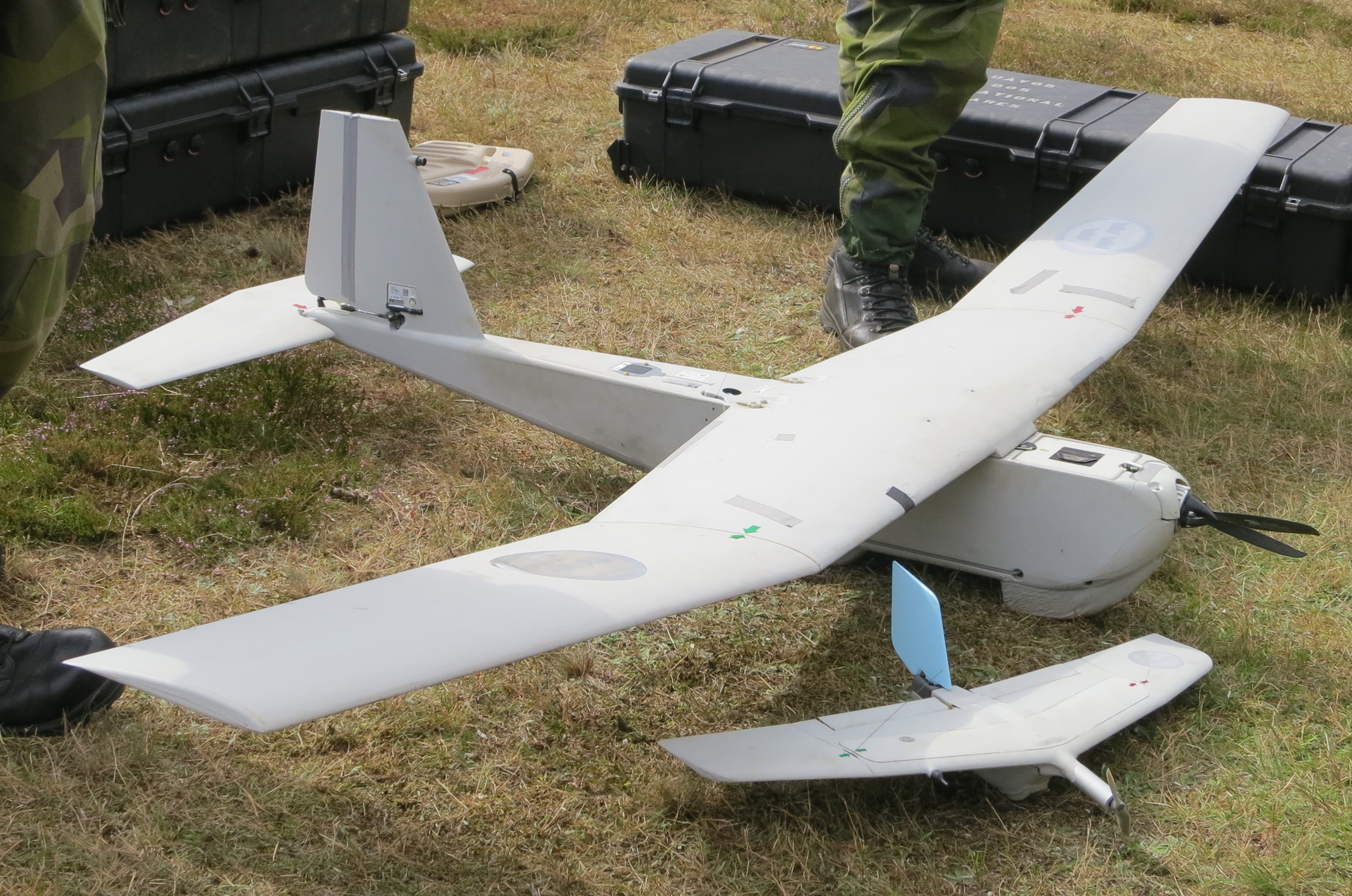
UAV 05 Svalan/Korpen

UAV 05 Svalan/Korpen är ett stridsteknisk UAV-system som används av den svenska Försvarsmakten. Systemet består av två versioner, tillika olika flygsystem.

## Versioner

### UAV05A Svalan
För mer information om UAV05A se Aerovironment Wasp III.
UAV05A är samma luftfartyg som UAV 04 Svalan och storleksmässigt mindre än UAV05B, vilket ger en sämre prestanda och något annorlunda användningsområde.

### UAV05B Korpen
För mer information om UAV05B se Aerovironment RQ-20 Puma.

## Användning
UAV05 blev operativ 2012 och tolv system har anskaffats, fördelningen mellan versionerna A och B är okänt. Båda versionerna har hög integration sinsemellan då de kan kontrolleras av samma typ av handkontroll. Officiellt ersätter UAV05-systemet UAV02 Falken, men sannolikt är det så att det är den större UAV05B som ersätter UAV02. Medan UAV05A Svalan sannolikt är en ombeteckning av ("hemliga") UAV 04 Svalan, då båda är en Wasp III.